# Danças Ocultas

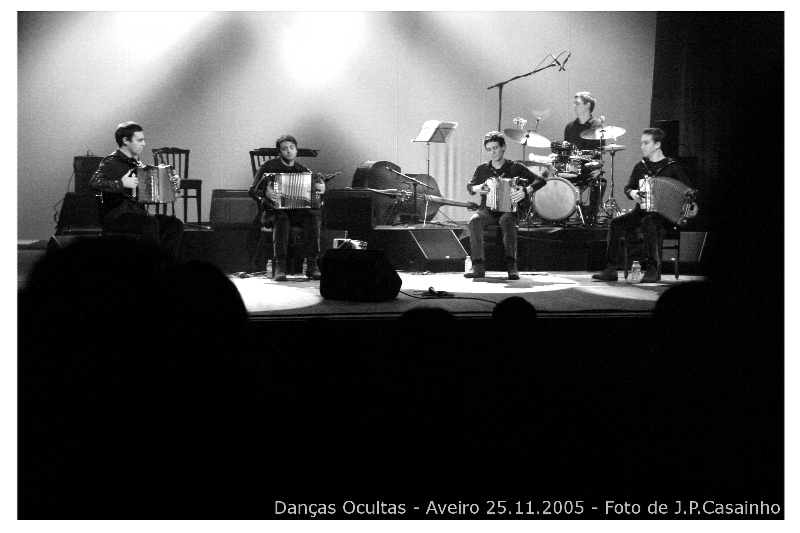
Danças Ocultas in Aveiro mit dem Gast-Schlagzeuger Alexandre Frazão

Danças Ocultas ist eine portugiesisches Quartett, deren Mitglieder alle das Diatonische Akkordeon spielen.

## Bandgeschichte
Die vier Musiker Artur Fernandes, Filipe Cal, Filipe Ricardo und Francisco Miguel kamen 1989 in Águeda zusammen, um mit dem diatonischen Akkordeon, in Portugal Concertina genannt, eigenständige Musik, abseits von Folklore oder Tango, zu entwickeln. Sie nahmen 1996 ihr erstes Album auf und haben seither auf verschiedenen Konzertreisen mehrmals in Österreich, Deutschland und der Schweiz gespielt.
2016 erschien mit Amplitude ihr erstes Livealbum mit Aufnahmen von ihren Auftritten im Mai 2015 in der Casa da Música in Porto und im Centro Cultural de Belém in Lissabon. Sie traten dabei erstmals mit Orchester auf, dem Orquestra Filarmonia das Beiras, zudem traten Gäste bei ausgewählten Stücken auf, so die Fado-Sängerin Carminho, das Instrumental-Rock-Duo Dead Combo und der Musiker Rodrigo Leão. Der öffentlich-rechtliche Radiosender Antena 1 präsentierte die CD.

## Diskografie
- Danças Ocultas (1996)
- Ar (1998)
- Travessa Da Espera (2002) (Compilation)
- Pulsar (2004)
- Tarab (2009)
- Alento (2011) (Best of)
- Arco (EP 2014) mit Dom La Nena
- Amplitude (2016) (Live) mit Orquestra Filarmonia das Beiras feat. Carminho, Dead Combo und Rodrigo Leão
- Dentro desse mar (2019)
- Inspirar (2025)

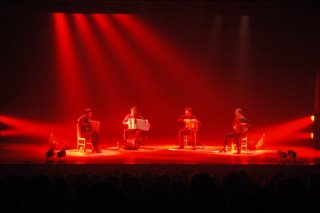
Danças Ocultas in Seixal